# Alopecosa hui
Alopecosa hui är en spindelart som beskrevs av Chen, Song och Kim 200. Alopecosa hui ingår i släktet Alopecosa och familjen vargspindlar. Inga underarter finns listade i Catalogue of Life.